# Godenvillers
Godenvillers ist eine französische Gemeinde mit 200 Einwohnern (Stand 1. Januar 2022) im Département Oise in der Region Hauts-de-France (vor 2016 Picardie). Sie gehört zum Arrondissement Clermont und zum Kanton Estrées-Saint-Denis.

## Geographie
Die Gemeinde Godenvillers liegt etwa 39 Kilometer westnordwestlich von Compiègne und 43 Kilometer südwestlich von Amiens. Umgeben wird Godenvillers von den Nachbargemeinden Domfront im Norden, Le Ployron im Osten, Tricot im Osten und Südosten, Coivrel im Süden, Maignelay-Montigny im Südwesten, Ferrières im Südwesten und Westen sowie Dompierre im Westen und Nordwesten.

## Bevölkerungsentwicklung
| Jahr                       | 1962 | 1968 | 1975 | 1982 | 1990 | 1999 | 2006 | 2013 | 2021 |
| Einwohner                  | 139  | 117  | 118  | 119  | 120  | 135  | 136  | 197  | 204  |
| Quellen: Cassini und INSEE |      |      |      |      |      |      |      |      |      |

## Sehenswürdigkeiten
- Kirche Saint-Lucien aus dem 16./17. Jahrhundert
- Wasserturm

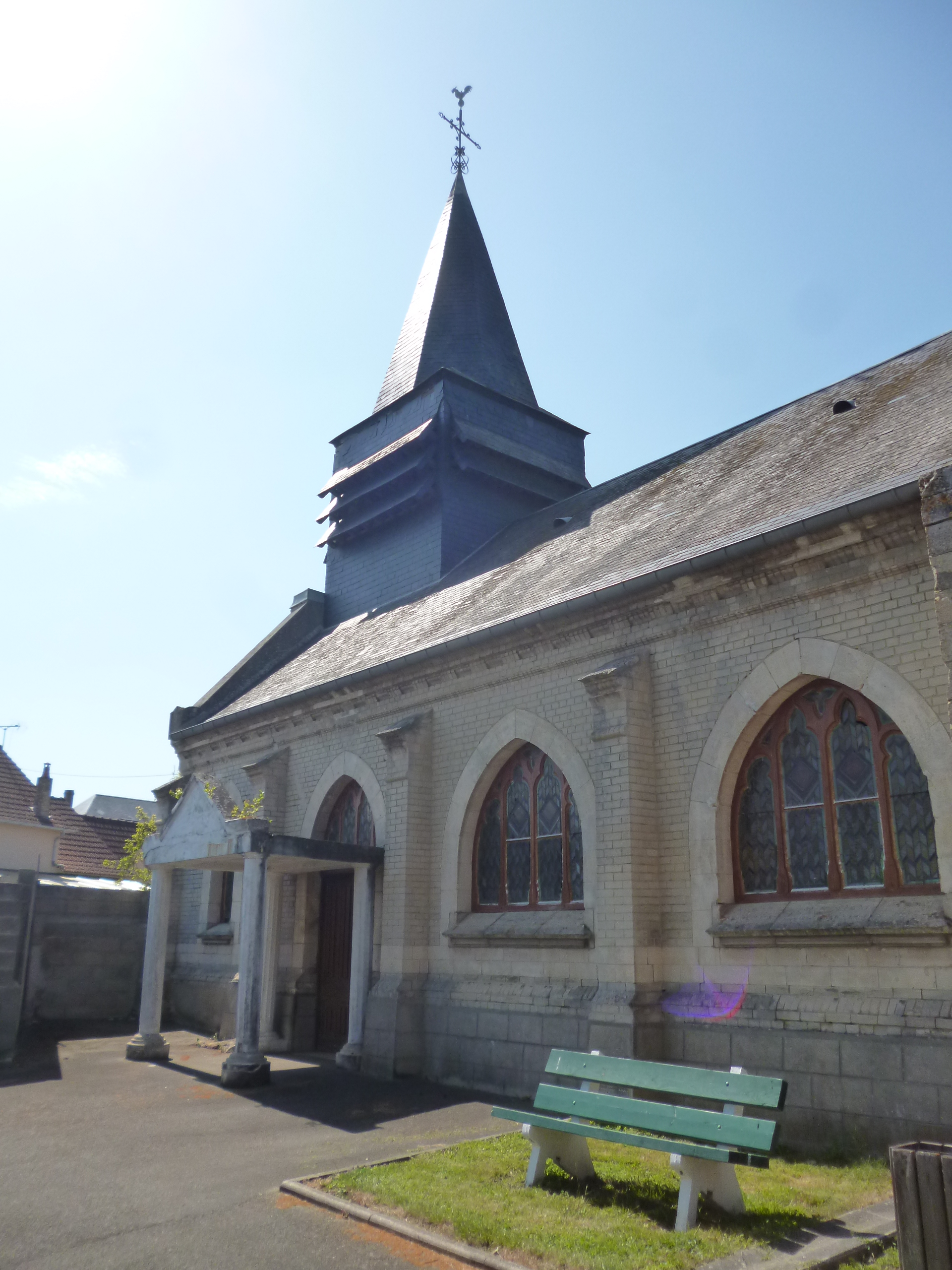
Kirche Saint-Lucien
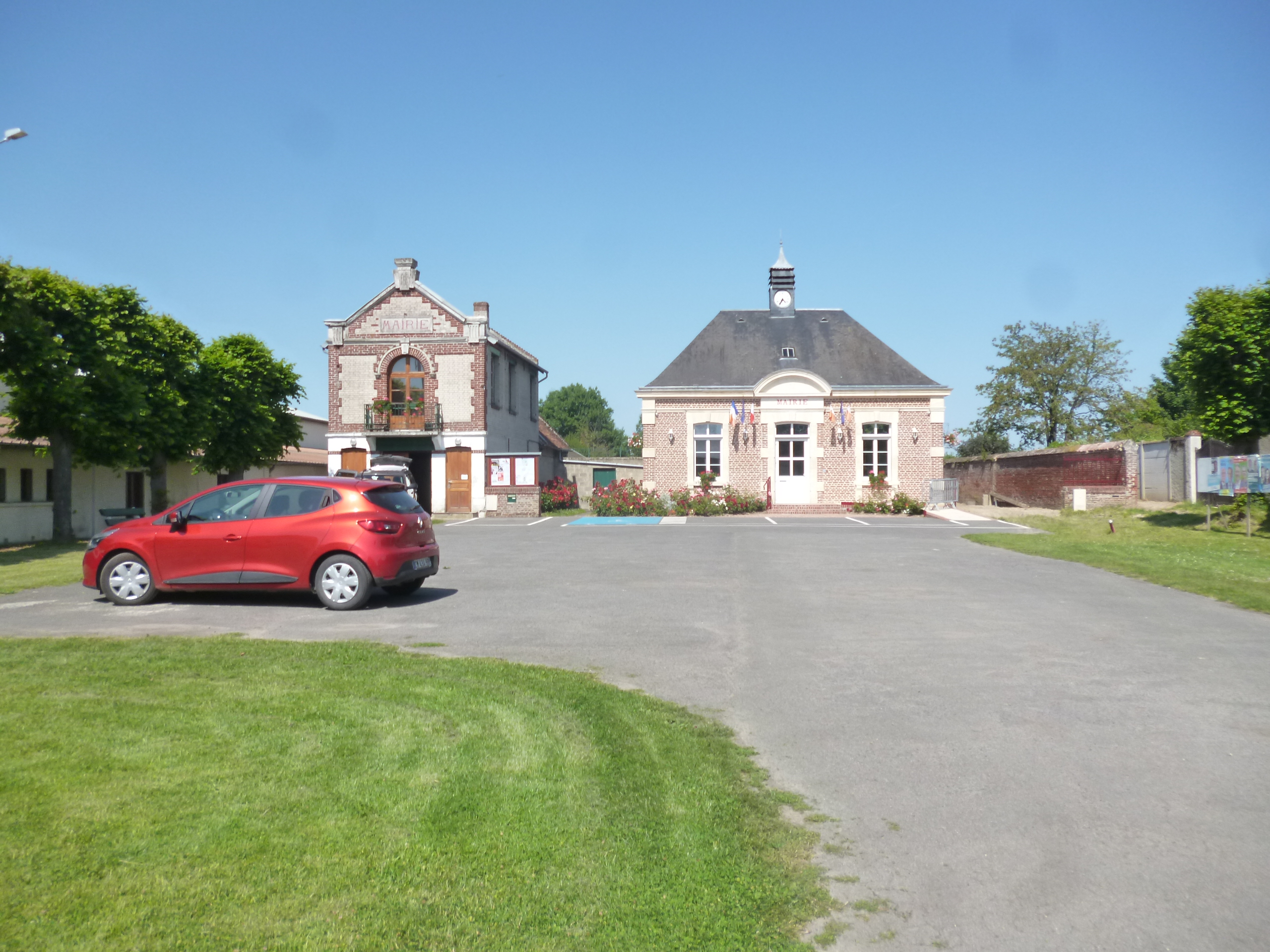
Rathaus (mairie) von Godenvillers
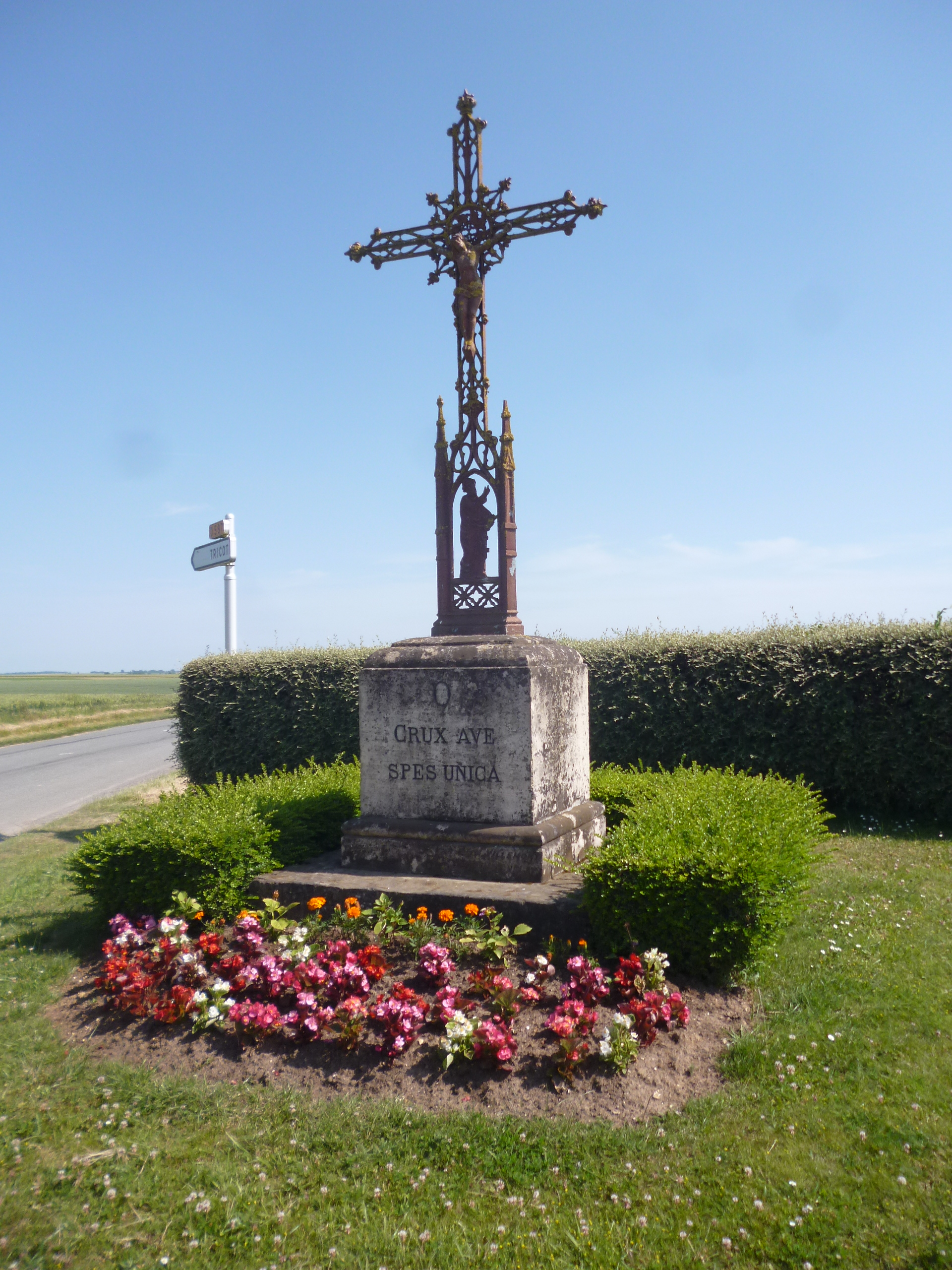
Calvaire
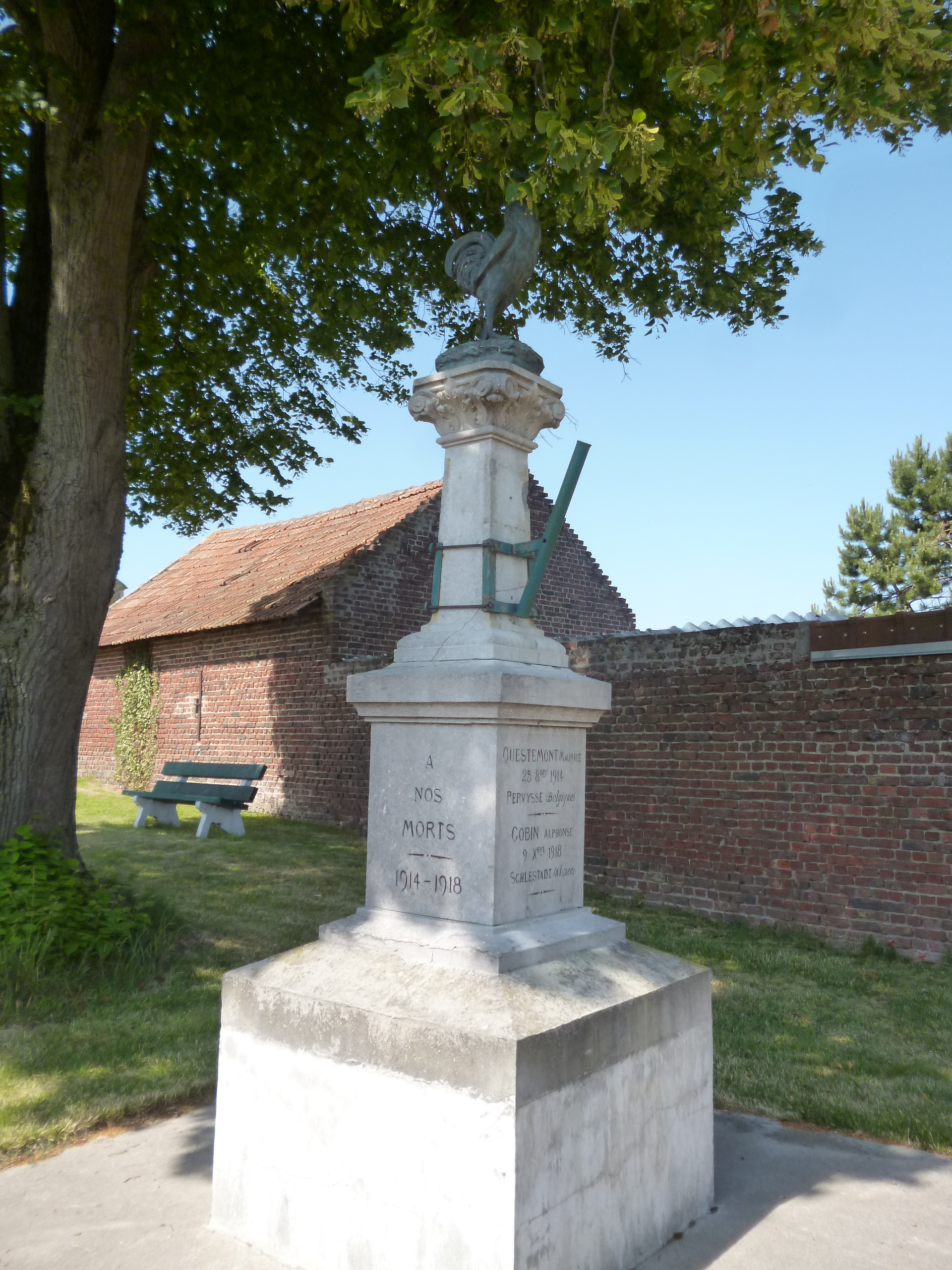
Gefallenendenkmal